# Manmohan Desai
Manmohan Desai (Mumbai, 26 febbraio 1937 – Mumbai, 1º marzo 1994) è stato un regista e produttore cinematografico indiano.

## Filmografia
Regista
- Janam Janam Ke Phere: Alias Sati Anapurna (1957; come Manoo Desai)
- Chhalia (1960)
- Bluff Master (1963) - anche sceneggiatore
- Budtameez (1966)
- Kismat (1969)
- Sachaa Jhutha (1970; come Man Mohan Desai)
- Bhai Ho To Aisa (1972)
- Raampur Ka Lakshman (1972)
- Shararat (1972)
- Aa Gale Lag Jaa (1973; come Man Mohan Desai)
- Roti (1974)
- Amar Akbar Anthony (1977)
- Dharam Veer (1977)
- Parvarish (1977)
- Naami Chor (1977)
- Chacha Bhatija (1977)
- Suhaag (1979)
- Naseeb (1981)
- Desh Premee (1982)
- Coolie (1983)
- Mard (1985)
- Gangaa Jamunaa Saraswathi (1988)

Produttore
- Bedard Zamana Kya Jane (1959)
- Amar Akbar Anthony (1977)
- Naseeb (1981)
- Mard (1985)
- Toofan (1989)
- Anmol (1993)